# Flunch
Flunch è una catena di ristoranti self-service francese.

## Nome
La parola flunch è un portmanteau di fast (veloce) e lunch (pranzo), ed è entrato a far parte dello slang francese.

## Storia
Al 2010, l'azienda possiede 227 ristoranti in Francia e 63 all'estero.. È presente in Francia, Spagna, Portogallo, Italia, Polonia e Russia. Questo marchio è gestito dalla società di proprietà della famiglia Mulliez Flunch Association (Auchan, ecc.). Dal 2007 il presidente della società è Jean Louis Landrieux.
La società possiede 8 ristoranti in Italia, negli ultimi anni ha subito una grave crisi economica e molto ristoranti sono stati chiusi in Italia, come è successo a Mestre nel maggio 2013, a Savona nel giugno 2013, a Mesagne nel gennaio 2014, a Modena nel gennaio 2017.

## Slogan
- 1997-2005 : On va fluncher
- 2005-2007 : Manger varié, c'est bien meilleur pour la santé
- 2007-2009 : Flunch, le plaisir intansément
- Dal 2009 : Fluncher, c'est mieux que manger !